# Dimension W
Dimension W (jap. ディメンションW Dimenshon daburyū) – manga napisana i zilustrowana przez Yūjiego Iwaharę i publikowana w czasopiśmie Gekkan Big Gangan wydawnictwa Square Enix w latach 2011–2019. 
Na podstawie mangi powstała 12-odcinkowa seria anime i odcinek OVA.
Manga w Polsce została wydana przez wydawnictwo Waneko.

## Manga
Seinen-manga Dimension W, której autorem jest Yūji Iwahara jest wydawana przez wydawnictwo Square Enix. Seria wydawana jest od 16 września 2011 roku, początkowo w czasopiśmie Young Gangan. Ostatni raz manga ta ukazała się w tym magazynie 20 listopada 2015 roku, następnie została przeniesiona do czasopisma Gekkan Big Gangan, gdzie ukazała się po raz pierwszy 25 grudnia 2015 roku.
Ostatni rozdział tej mangi ukazał się w czasopiśmie Gekkan Big Gangan 25 czerwca 2019.
W Polsce mangę wydało Waneko.
| Nr  | Język japoński       | Język japoński         | Język polski      | Język polski           |
| Nr  | Data wydania         | ISBN                   | Data wydania      | ISBN                   |
| --- | -------------------- | ---------------------- | ----------------- | ---------------------- |
| 1   | 25 kwietnia 2012     | ISBN 978-4-7575-3575-6 | 26 lipca 2016     | ISBN 978-83-80960-77-0 |
| 2   | 25 lipca 2012        | ISBN 978-4-7575-3676-0 | 26 września 2016  | ISBN 978-83-8096-078-7 |
| 3   | 25 stycznia 2013     | ISBN 978-4-7575-3866-5 | 24 listopada 2016 | ISBN 978-83-8096-079-4 |
| 4   | 25 lipca 2013        | ISBN 978-4-7575-3991-4 | 27 stycznia 2017  | ISBN 978-83-8096-080-0 |
| 5   | 25 stycznia 2014     | ISBN 978-4-7575-4211-2 | 27 marca 2017     | ISBN 978-83-8096-081-7 |
| 6   | 25 lipca 2014        | ISBN 978-4-7575-4365-2 | 26 maja 2017      | ISBN 978-83-80960-82-4 |
| 7   | 25 listopada 2014    | ISBN 978-4-7575-4479-6 | 27 lipca 2017     | ISBN 978-83-8096-083-1 |
| 8   | 10 lipca 2015        | ISBN 978-4-7575-4700-1 | 27 września 2017  | ISBN 978-83-8096-084-8 |
| 9   | 25 grudnia 2015      | ISBN 978-4-7575-4842-8 | 27 listopada 2017 | ISBN 978-83-8096-085-5 |
| 9.5 | 25 grudnia 2015      | ISBN 978-4-7575-4843-5 | —                 |                        |
| 10  | 25 marca 2016        | ISBN 978-4-7575-4922-7 | 26 stycznia 2018  | ISBN 978-83-8096-086-2 |
| 11  | 24 września 2016     | ISBN 978-4-7575-5106-0 | 28 marca 2018     | ISBN 978-83-8096-325-2 |
| 12  | 25 kwietnia 2017     | ISBN 978-4-7575-5335-4 | 15 maja 2018      | ISBN 978-83-8096-386-3 |
| 13  | 25 października 2017 | ISBN 978-4-7575-5507-5 | 26 lipca 2018     | ISBN 978-83-8096-420-4 |
| 14  | 25 kwietnia 2018     | ISBN 978-4-7575-5507-5 | 27 września 2018  | ISBN 978-83-8096-421-1 |
| 15  | 24 listopada 2018    | ISBN 978-4-7575-5924-0 | 20 lutego 2019    | ISBN 978-83-8096-548-5 |
| 16  | 24 sierpnia 2019     | ISBN 978-4-7575-6259-2 | 10 grudnia 2019   | ISBN 978-83-8096-549-2 |

## Anime
Anime zostało wyprodukowane przy współpracy studiów 3Hz oraz Orange. Reżyserem serii był Kanta Kamei, scenarzystą Shōtarō Suga, natomiast projekty postaci wykonał Tokuyuki Matsutake. 
Seria miała swoją premierę 10 stycznia 2016 na kanałach Tokyo MX, KBS Kyoto, BS11, AT-X, Sun TV oraz TV Aichi; w tym samym czasie seria miała także swoją premierę za pośrednictwem serwisu Funimation, który był członkiem komitetu produkcyjnego tego anime.
21 marca 2016 roku ogłoszono, że do wydania na Blu-ray zostanie dołączony odcinek OVA. Odcinek dołączono do 6. płyty, która została wydana 26 sierpnia 2016 roku.
| #   | Tytuł                                                                                     | Premiera         |
| --- | ----------------------------------------------------------------------------------------- | ---------------- |
| 1   | Kaishū-ya (回収屋)                                                                        | 10 stycznia 2016 |
| 2   | Loser Rūzā (ルーザー)                                                                     | 17 stycznia 2016 |
| 3   | Numbers o oe Nanbāzu o oe (ナンバーズを追え)                                              | 24 stycznia 2016 |
| 4   | Yasogamiko ni hisomu nazo (八十神湖に潜む謎)                                              | 31 stycznia 2016 |
| 5   | Mōja no kanōsei (亡者の可能性)                                                            | 7 lutego 2016    |
| 6   | Afurika no kaze (アフリカの風)                                                            | 14 lutego 2016   |
| 7   | Kako kara no yobigoe (過去からの呼び声)                                                   | 21 lutego 2016   |
| 8   | Kyomu ni ochita shima (虚無に落ちた島)                                                    | 28 lutego 2016   |
| 9   | Adrastea no kagi Adorasutea no kagi (アドラステアの鍵)                                    | 6 marca 2016     |
| 10  | Yomigaeru akumu (蘇る悪夢)                                                                | 13 marca 2016    |
| 11  | Kieta Genesis Kieta jeneshisu (消えたジェネシス)                                          | 20 marca 2016    |
| 12  | Tadoritsuita mirai (辿りついた未来)                                                       | 27 marca 2016    |
| OVA | SHORT TRACK／Robotto wa sentō no yume o miru ka (SHORT TRACK／ロボットは銭湯の夢を見るか) | 26 sierpnia 2016 |

### Muzyka
Czołówką serii jest utwór zatytułowany „Genesis”, który wykonywany jest przez Stereo Dive Foundation. Wydany został jako singiel 8 lutego 2016 roku. Endingiem serii jest utwór zatytułowany „Contrast”, wykonywany przez Fo'xTails. Utwór został wydany jako singiel 3 lutego 2016 roku.